# ميثانية رزمية فريزية
ميثانية رزمية فريزية (الاسم العلمي:Methanosarcina frisia) هي نوع من العتائق تتبع جنس الميثانية الرزمية من فصيلة الميثاناوية الرزمية        .	